# Past to Present 1977–1990
Past to Present 1977–1990 je prvi kompilacijski album ameriške rock skupine Toto, ki je izšel leta 1990. Album vsebuje devet uspešnic in štiri nove skladbe, kjer je glavne vokale odpel Jean-Michel Byron.

## Seznam skladb
| Stran 1 | Stran 1              | Stran 1                       | Stran 1        | Stran 1 |
| Št.     | Naslov               | Pisec                         | Z albuma       | Dolžina |
| ------- | -------------------- | ----------------------------- | -------------- | ------- |
| 1.      | „Love Has the Power‟ | Jean-Michel Byron, John Capek | (Nova skladba) | 6:32    |
| 2.      | „Africa‟             | David Paich, Jeff Porcaro     | Toto IV        | 4:59    |
| 3.      | „Hold the Line‟      | Paich                         | Toto           | 3:56    |
| 4.      | „Out of Love‟        | Steve Lukather, Byron         | (Nova skladba) | 5:55    |
| 5.      | „Georgy Porgy‟       | Paich                         | Toto           | 4:08    |
| 6.      | „I'll Be Over You‟   | Lukather, Randy Goodrum       | Fahrenheit     | 3:50    |

| Stran 2 | Stran 2                        | Stran 2                    | Stran 2         | Stran 2 |
| Št.     | Naslov                         | Pisec                      | Z albuma        | Dolžina |
| ------- | ------------------------------ | -------------------------- | --------------- | ------- |
| 7.      | „Can You Hear What I'm Saying‟ | Paich, Mike Porcaro, Byron | (Nova skladba)  | 4:46    |
| 8.      | „Rosanna‟                      | Paich                      | Toto IV         | 5:34    |
| 9.      | „I Won't Hold You Back‟        | Lukather                   | Toto IV         | 4:59    |
| 10.     | „Stop Loving You‟              | Paich, Lukather            | The Seventh One | 4:28    |
| 11.     | „99‟                           | Paich                      | Hydra           | 5:12    |
| 12.     | „Pamela‟                       | Paich, Joseph Williams     | The Seventh One | 5:12    |
| 13.     | „Animal‟                       | Paich, Byron               | (Nova skladba)  | 5:01    |

»«

## Singli
- »Love Has the Power« / »The Seventh One«
- »Love Has the Power« / »The Seventh One« / »Can You Hear What I'm Saying« (12"/CD)
- »Out of Love« / »Moodido (The Match)«
- »Out of Love« / »Moodido (The Match)« / »I'll Supply the Love« (12"/CD)
- »Africa« / »We Made It« (re-izdaja)
- »Africa« / »We Made It« / »Rosanna« (CD)
- »Africa« / »Can You Hear What I'm Saying« (VB / Evropa)
- »Africa« / »Can You Hear What I'm Saying« / »Georgy Porgy« / »Waiting for Your Love« (CD VB / Evropa)
- »Can You Hear What I'm Saying« / »Hold the Line« (VB)
- »Can You Hear What I'm Saying« / »I'll Be Over You« (Evropa)
- »Can You Hear What I'm Saying« / »I'll Be Over You« / »Hold the Line (v živo)« (CD)
- »Can You Hear What I'm Saying« / »Africa« / »Georgy Porgy« / »Waiting for Your Love« (12")
- »Africa« / »Africa (v živo)«
- »Africa« / »Africa (v živo)« / »I'll Be Over You (v živo)« (CD)

## Zasedba

### Toto
- Steve Lukather – kitare, solo vokal, spremljevalni vokal
- David Paich – klaviature, spremljevalni vokal
- Mike Porcaro – bas kitara (1, 4, 6, 7, 10, 12, 13)
- Jeff Porcaro – bobni, tolkala
- Jean-Michel Byron – solo vokal (1, 4, 7, 13)
- David Hungate – bas kitara (2, 3, 5, 8, 9, 11)
- Bobby Kimball – solo vokal, spremljevalni vokal (2, 3, 5, 8, 9, 11)
- Joseph Williams – solo vokal, spremljevalni vokal (6, 10, 12)
- Steve Porcaro – klaviature (2, 3, 5, 6, 8, 9, 11)